# Pierre und Luce

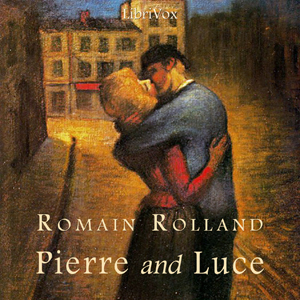
Titelseite von Pierre and Luce der Ausgabe bei LibriVox

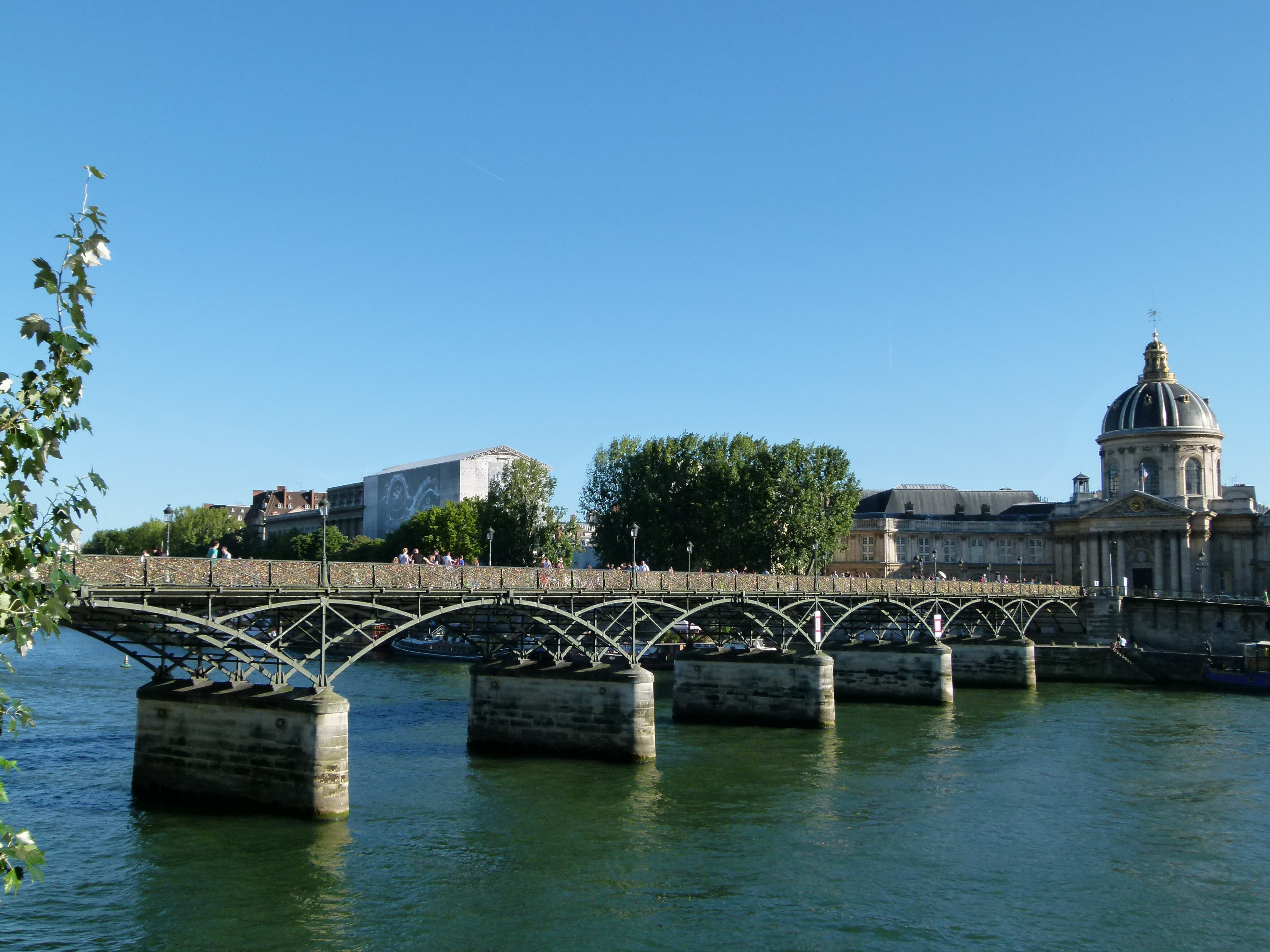
Fußgängerbrücke Pont des Arts in Paris, an der Pierre und Luce einander erstmalig bewusst sahen

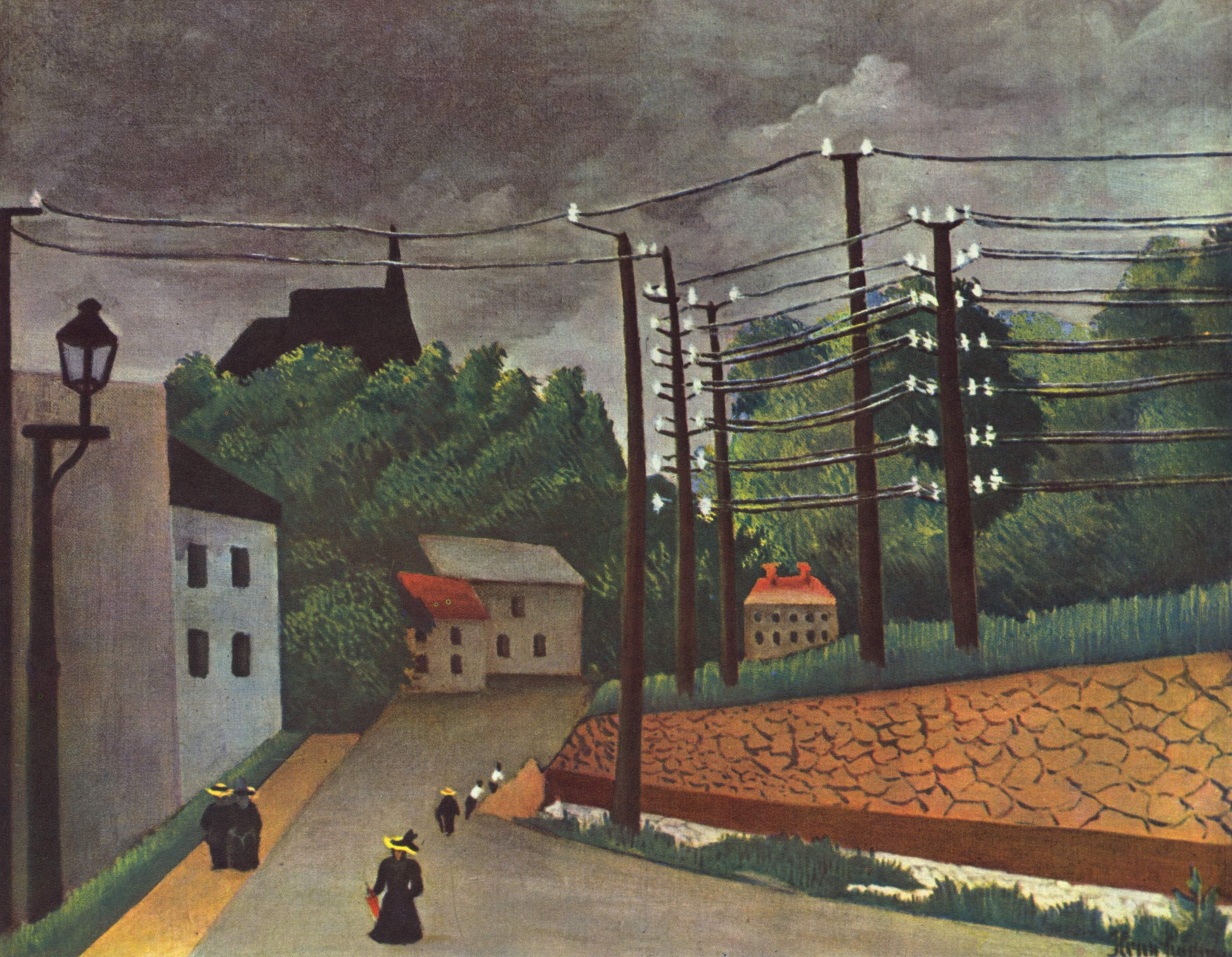
Malakoff – Wohnort von Luce – Gemälde von Henri Rousseau

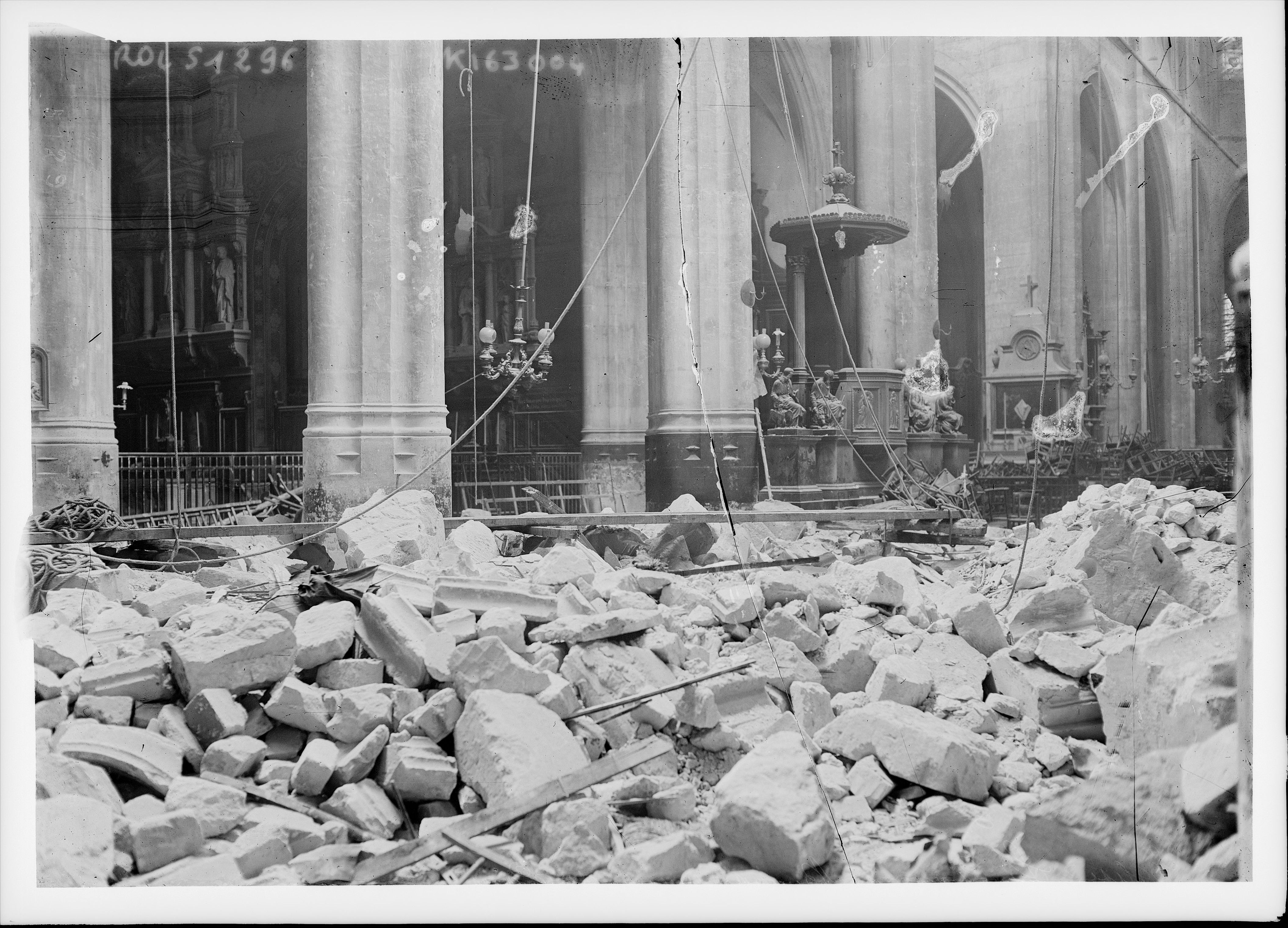
Die Kirche Saint Gervais in Paris nach der Bombardierung am Karfreitag, 29. März 1918

Pierre und Luce (Originaltitel: Pierre et Luce) ist eine Novelle des Literaturnobelpreisträgers Romain Rolland aus dem Jahr 1920. In Paris im vierten Jahr des Ersten Weltkrieges im Zeitraum vom 30. Januar 1918 bis Karfreitag, 29. März 1918, lernen sich das ungleiche Paar Pierre und Luce kennen, lieben einander zärtlich und leidenschaftlich, geben sich während des Karfreitagsgottesdienstes in der Kirche Saint Gervais das Eheversprechen, kurz bevor die Kirche infolge der Bombardierung der Kirche über ihnen einstürzt.

## Personen
Pierre Aubier ist der 18-jährige Sohn einer französischen gut bürgerlichen Familie. Er wohnt mit seinen Eltern in Paris in der Nähe des Square de Cluny. Er ist schüchtern, von zartem Gemüt. Er hat im vierten Kriegsjahr einen Gestellungsbefehl erhalten, weshalb er sich durch die Erwartung, in sechs Monaten an die Front eingezogen zu werden, in einer seelischen Krise befindet. Er bekennt gegenüber seinem Bruder: „...wenn ich da vorn sein werde, ich werde nicht töten.“ Pierre litt unter der Sinnlosigkeit des Leids.
Sein Vater ist pflichtbewusster, gegenüber der französischen Regierung loyaler Justizbeamter. „Sein Gewissen ... dachte je nach den Wandlungen des Staates, der veränderlich, aber unfehlbar war.“ Die Mutter ist eine „gute Christin“. In der Familie ist die „Zuneigung groß, aber die Innigkeit gleich Null.“
Pierres sechs Jahre älterer Bruder Philippe war als 20-Jähriger mit der Einberufung in den Kriegsdienst aus seinem Arbeitsleben, aus seinen wissenschaftlichen Studien, herausgerissen. Er kommt während des Zeitraums der Erzählung zweimal auf Urlaub von der Front. Zunächst verehrt Pierre seinen älteren Brüder und Philippe fühlte sich dadurch geschmeichelt. Philipp war nach 4 Jahren Kriegsdienst von dessen Sinnhaftigkeit entillusioniert, zeigte dies aber seinem jüngeren Bruder und auch Gleichaltrigen nicht, aus Stolz bzw. aus Angst vor Denunziation. Der Jüngere sah „das irrsinnige Tun mit an, wie nüchterne Menschen Betrunkene betrachten.“  Nachdem Pierre Luce kennen und lieben gelernt hatte, wich die Ehrerbietung gegenüber dem Älteren und Philipp wird eifersüchtig und ist gekränkt.
Luce malt in Heimarbeit zum Gelderwerb, zum Überleben, Kopien berühmter Gemälde, oft nach Schwarzweißfotos und damit oft mit veränderter Farbgebung. Ihre Malereien bringt sie in Paris zu einem Händler für nachgemachte alte Meister. Sie malt auch Frontsoldaten nach deren Fotos. „Jede Familie hatte den ihren, tot oder lebendig, meistens tot, und wollte seine Gesichtszüge verewigen.“ Sie wird als temperamentvoll, lustig, schelmisch, humorvoll und auch spöttisch, unbekümmert und schicksalsergeben charakterisiert. Luce: „Ich habe das Recht auf ... ein kleines bisschen Glück.“ Sie liebt das Leben – im Kontrast zu Pierre. Sie lebt mit ihrer Mutter im Pariser Vorort Malakoff. Die Mutter arbeitet – auch zum Überleben – in einer Munitionsfabrik. Als Kind lebte Luce mit ihrer Mutter in der Provinz Touraine. Ihre Mutter „aus gutem Bürgertum“ liebte einen Grundschullehrer, den sie bis zur Volljährigkeit nicht heiraten durfte, weil es nicht standesgemäß war. „Das junge Paar hatte Jahre der Zuneigung und der Geldknappheit durchlebt. Der Gatte rackerte sich ab; und die Krankheit stellte sich ein. Mutig nahm die Frau diese zusätzliche Belastung hin; sie arbeitete für zwei. ... Der Kranke war einige Monate vor Ausbruch des Krieges verstorben.“ Luce befürchtet, dass auch eine Heirat mit Pierre nicht standesgemäß sein würde. Am Ende des Zeitraumes der Erzählung muss Luce einen „wütenden Eifersuchtsauftritt“ ihrer schwangeren Mutter mit ihrem (neuen) Liebhaber erleben und „schämt sich, Mensch zu sein.“

## Handlung
Am Abend des 30. Januar 1918 berühren sich zufällig die Finger von Pierre und Luce in der Pariser U-Bahn – über ihnen „der Alpdruck des Lebens und des Todes – der Krieg“. Es war „die Liebe unter dem Fittich des Todes geboren“. Das erste Mal trafen ihre Blicke bewusst aufeinander an der Fußgängerbrücke Pont des Arts. „Eine Zeichenmappe unter dem Arm, kam sie die Stufen herab, gleich einem Schmaltier“. Später trafen sie sich mehrfach im Jardin du Luxembourg am Galateabrunnen. Sie plauderten oft über Nichtigkeiten, später sogar über ihre künftige Wohnung, den Gedanken verdrängend, dass der Krieg sie trennen könnte, obwohl sie das ahnten. „Die einzige Zuflucht war, zu vergessen, vergessen bis zur letzten Sekunde, im Grunde hoffend, dass diese letzte Sekunde niemals kommen würde. Bis dahin glücklich sein.“ Auf Wunsch von Pierre sollte Luce ihn porträtieren. Dazu kam Pierre in die Wohnung von Luce im Pariser Vorort Malakoff die Gelegenheit nutzend, während die Mutter von Luce in der Fabrik arbeitet. Unter dem Vorwand, dass Luce nur nach Fotos malen könne, nutzten sie die Gelegenheit, anhand ihrer Fotos einander ihre Lebensgeschichten zu erzählen. Sie unterhalten sich über ihre Eltern und Großeltern und konstatieren, dass die „Herzensdürre“ und Rechthaberei des stolzen, „eitlen und beschränkten Bürgertums“ auch Ursache für den Krieg sei.
Im März 1918, zur Zeit der deutschen Frühjahrsoffensive, "wuchsen die grausigen Flammen des Krieges. Die Luft fieberte in Erwartung des Frühlings und der Katastrophe." Sie waren von einem "heiligen Schrecken" befallen, als sie bei einem Abendspaziergang erleben mussten, wie der Kutscher einer Droschke während eines Fliegeralarms tödlich verwundet wurde. Pierre sagt danach: "Das ist unsere Verlobung heute Abend." Sie hatten "insgeheim beschlossen, sich einander zu schenken, ehe die blinde Grausamkeit der Menschen sie trenne." Obwohl Pierre und Luce "kleine Heiden" sind, nicht religiös gläubig sind, bekennt Luce, dass sie Ihn, Jesus Christus liebe, ohne ihn zu kennen und direkt beim Namen zu nennen, weil sie wisse, "dass Er liebt" und Pierre ergänzt: "Nicht wie wir." Sie beschließen, am Karfreitag in die Kirche Saint Gervais zu gehen und Luce bekennt: "Ja, ich möchte gern mit dir an diesem Tage in die Kirche gehen. Ich bin sicher, dass Er uns freundlich aufnehmen wird. Wenn man Ihm näher ist, ist man einander näher." Beim Karfreitagsgottesdienst mit schöner Musik sprechen beide einander ein Gebet zu: "Großer Freund, in deinem Angesicht nehme ich ihn, nehme ich sie. Gib uns zusammen. Du siehst unsere Herzen."" Nach Minuten des Glücks und dankbarer Freude, stürzt die Kirche über ihnen zusammen.

## Form
Die Novelle ist in 16 Kapitel chronologisch gegliedert. Einige Ausgaben der Novelle sind mit 16 Holzschnitten von Frans Masereel versehen.
Der Erzähler kommentiert das Geschehen der innigen Liebe des jungen Paares während des sinnlosen Krieges. Die Gedanken des Erzählers verschmelzen häufig mit Pierres Gedanken. Nur einmal meldet sich der Erzähler in der Ich-Form.

## Rezeption
Die Punkband Die Skeptiker schrieb auf der Grundlage der Novelle einen Song „Pierre und Luce“.
Der slowakische Komponist Miroslav Bázlik mit einem Text von Miroslav Horňák (1963–1966) schrieb auf der Grundlage der Novelle eine Oper „Peter a Lucia“ in sieben Bildern, die 1967 uraufgeführt wurde.
1968 erschien in der Tschechoslowakei ein Fernsehfilm mit Emília Vášáryová als Luce and Emil Horváth als Pierre.
Der österreichische Komponist Gerhard Schedl veröffentlichte 1989 Pierre et Luce. Lyrische Kammeroper nach einer Novelle von Romain Roland.

## Hörspielbearbeitungen
- 1951: Peter und Lutz – Regie: Edwin Zbonek (ORF)
  - Sprecher: N. N.[5]
- 1959: Liebesgeschichten der Weltliteratur: Pierre und Luce – Bearbeitung: Richard Hey; Regie: Friedhelm Ortmann (WDR)
  - Sprecher: Ludwig Cremer (Erzähler), Jörg Cossardt (Pierre) und Beate Wiemers (Luce)[6]
- 1972: Peter und Lutz – Bearbeitung und Regie: Klaus Gmeiner (ORF)
  - Sprecher: Fritz Lehmann (Berichter), Sylvia Manas (Lutz)

und Peter Brogle (Peter)

### Zitierte Ausgabe
- Romain Rolland: Pierre und Luce. 4.  Auflage. Rütten & Loening, Berlin 1967.

1. ↑  S. 113.
2. ↑  S. 19.
3. ↑  S. 20.
4. ↑  S. 26.
5. ↑  S. 107.
6. ↑  S. 72.
7. ↑  S. 65.
8. ↑  S. 87.
9. ↑  S. 131.
10. ↑  S. 11.
11. ↑  S. 40.
12. ↑  S. 45.
13. ↑  S. 75.
14. ↑  S. 89.
15. ↑  S. 117.
16. ↑  S. 121.
17. ↑  S. 118.
18. ↑  S. 161.
19. ↑  S. 166.
20. ↑  S. 118.

### Originalausgabe
- Romain Rolland: Pierre et Luce. Librairie Ollendorff, Paris 1920 (französisch).

### Weitere Ausgaben
- Romain Rolland: Pierre et Luce. Éditions du Sablier, Genf 1920 (französisch).
- Romain Rolland: Pierre and Luce. LibriVox, abgerufen am 21. August 2023 (englisch).
- Romain Rolland: Pierre and Luce. Onesuch Press, London 2011, ISBN 978-0-9871532-5-8 (englisch).